# SunStruck
SunStruck is een muziekalbum van de Amerikaanse multi-instrumentalist Kit Watkins. Hij speelt hier alle instrumenten in zijn eentje. De lijst met elektronica wordt allengs moderner en minder lang. Het album verschijnt op het privéplatenlabel van Klaus Schulze. Het is het laatste muziekalbum van Watkins met deze mix van stijlen; met zijn volgende albums gaat hij veel meer de kant op van ambient. Het album is opgenomen in Linden (Virginia).

## Musici
- Kit Watkins – alle instrumenten waaronder synthesizers, dwarsfluit, sopraansaxofoon en percussie.

## Composities
Allen van Watkins, behalve waar aangegeven:
1. Solar gain (6:00)
2. Capricious skies (4:15)
3. Heavy water (4:38)
4. Moon watching me (3:27)
5. No energy crisis (5:00)
6. Third planet suite (12:45)
7. Phoebus' dream (9:12)
8. Mirage (13:34)
9. Canopy (12:33)
10. Upon reflection (2:30)